# Оскар (кинопремия, 2019)
91-я церемония вручения наград премии «Оскар» за заслуги в области кинематографа за 2018 год состоялась 24 февраля 2019 года в театре «Долби» (Голливуд, Лос-Анджелес). Номинанты были объявлены 22 января 2019 года.
8 августа 2018 года было объявлено о некоторых изменениях в правилах, которые будут включены с 2019 года: трансляция церемонии теперь будет длиться не более трёх часов, что вызвано падающими рейтингами трансляции в последние годы. Также должна была быть добавлена новая категория — за лучший популярный фильм, в ней будут представлены картины с большими кассовыми сборами. Изменения сразу же были подвергнуты критике многими голливудскими кинематографистами.
Критика возымела свое действие и, как результат, 6 сентября 2018 года было объявлено о решении совета управляющих Киноакадемии не вводить новую категорию за «Лучший популярный фильм» в 2019 году. При этом полностью отказываться от новой номинации Академия не намерена, решив отправить проект категории на обсуждение и доработку.
4 декабря 2018 года было объявлено, что ведущим церемонии выступит комик Кевин Харт. Однако два дня спустя, 6 декабря, после общественной дискуссии по поводу предыдущих шуток и комментариев Харта, в которых он допускал оскорбления в сторону ЛГБТ-сообщества, он отказался от ведения церемонии. В результате было решено, что впервые за 30 лет церемония будет проходить без ведущего.

## Список событий
| Дата                              | Событие                                                    |
| Воскресенье, 18 ноября 2018 года  | Церемония вручения специальных наград                      |
| Понедельник, 7 января 2019 года   | Голосование номинаций (начало)                             |
| Понедельник, 14 января 2019 года  | Голосование номинаций (завершение)                         |
| Вторник, 22 января 2019 года      | Объявление номинантов                                      |
| Понедельник, 4 февраля 2019 года  | Завтрак номинантов                                         |
| Суббота, 9 февраля 2019 года      | Церемония вручения наград за научно-технические достижения |
| Вторник, 12 февраля 2019 года     | Начало окончательного голосования                          |
| Вторник, 19 февраля 2019 года     | Завершение окончательного голосования                      |
| Воскресенье, 24 февраля 2019 года | 91-я церемония вручения наград премии «Оскар»              |

## Список лауреатов и номинантов
Количество наград/номинаций:
- 4/5: «Богемская рапсодия»
- 3/10: «Рома»
- 3/7: «Чёрная пантера»
- 3/5: «Зелёная книга»
- 1/10: «Фаворитка»
- 1/8: «Звезда родилась», «Власть»
- 1/6: «Чёрный клановец»
- 1/4: «Человек на Луне»
- 1/3: «Если Бил-стрит могла бы заговорить»
- 1/1: «Человек-паук: Через вселенные», «Фри-соло», «Бао», «Кожа», «Точка. Конец предложения»
- 0/4: «Мэри Поппинс возвращается»
- 0/3: «Сможете ли вы меня простить?», «Баллада Бастера Скраггса», «Холодная война»
- 0/2: «Остров собак», «Две королевы», «Работа без авторства», «RBG»

 • Лауреаты выделены отдельным цветом. 

### Основные категории
| Категории                                                                             | Лауреаты и номинанты                                                                                     | Лауреаты и номинанты                                                                                     |
| ------------------------------------------------------------------------------------- | --- | --- |
| Лучший фильм Награды вручала Джулия Робертс                                           | • Зелёная книга (продюсеры: Джим Берк, Чарльз Б. Весслер, Брайан Карри, Питер Фаррелли и Ник Валлелонга) | • Зелёная книга (продюсеры: Джим Берк, Чарльз Б. Весслер, Брайан Карри, Питер Фаррелли и Ник Валлелонга) |
| Лучший фильм Награды вручала Джулия Робертс                                           | • Чёрная пантера (продюсер: Кевин Файги)                                                                 | |
| Лучший фильм Награды вручала Джулия Робертс                                           | • Чёрный клановец (продюсеры: Шон Маккиттрик, Джейсон Блум, Рэймонд Мэнсфилд, Джордан Пил и Спайк Ли)    | |
| Лучший фильм Награды вручала Джулия Робертс                                           | • Богемская рапсодия (продюсер: Грэм Кинг)                                                               | |
| Лучший фильм Награды вручала Джулия Робертс                                           | • Фаворитка (продюсеры: Сеси Демпси, Эд Гини, Ли Магидэй и Йоргос Лантимос)                              | |
| Лучший фильм Награды вручала Джулия Робертс                                           | • Рома (продюсеры: Габриела Родригес и Альфонсо Куарон)                                                  | |
| Лучший фильм Награды вручала Джулия Робертс                                           | • Звезда родилась (продюсеры: Билл Гербер, Брэдли Купер и Линетт Хауэлл Тейлор)                          | |
| Лучший фильм Награды вручала Джулия Робертс                                           | • Власть (продюсеры: Деде Гарднер, Джереми Клейнер, Адам Маккей и Кевин Дж. Мессик)                      | |
| Лучшая режиссёрская работа Награду вручал Гильермо дель Торо                          | | • Альфонсо Куарон — «Рома»                                                                               |
| Лучшая режиссёрская работа Награду вручал Гильермо дель Торо                          | • Спайк Ли — «Чёрный клановец»                                                                           | |
| Лучшая режиссёрская работа Награду вручал Гильермо дель Торо                          | • Павел Павликовский — «Холодная война»                                                                  | |
| Лучшая режиссёрская работа Награду вручал Гильермо дель Торо                          | • Йоргос Лантимос — «Фаворитка»                                                                          | |
| Лучшая режиссёрская работа Награду вручал Гильермо дель Торо                          | • Адам Маккей — «Власть»                                                                                 | |
| Лучший актёр Награду вручали Гэри Олдмен и Эллисон Дженни                             | | • Рами Малек — «Богемская рапсодия» (за роль Фредди Меркьюри)                                            |
| Лучший актёр Награду вручали Гэри Олдмен и Эллисон Дженни                             | • Кристиан Бейл — «Власть» (за роль Дика Чейни)                                                          | |
| Лучший актёр Награду вручали Гэри Олдмен и Эллисон Дженни                             | • Брэдли Купер — «Звезда родилась» (за роль Джексона Мэйна)                                              | |
| Лучший актёр Награду вручали Гэри Олдмен и Эллисон Дженни                             | • Уиллем Дефо — «Ван Гог. На пороге вечности» (за роль Винсента ван Гога)                                | |
| Лучший актёр Награду вручали Гэри Олдмен и Эллисон Дженни                             | • Вигго Мортенсен — «Зелёная книга» (за роль Фрэнка Валлелонга)                                          | |
| Лучшая актриса Награду вручали Фрэнсис Макдорманд и Сэм Рокуэлл                       | | • Оливия Колман — «Фаворитка» (за роль королевы Анны)                                                    |
| Лучшая актриса Награду вручали Фрэнсис Макдорманд и Сэм Рокуэлл                       | • Ялица Апарисио — «Рома» (за роль Клео)                                                                 | |
| Лучшая актриса Награду вручали Фрэнсис Макдорманд и Сэм Рокуэлл                       | • Гленн Клоуз — «Жена» (за роль Джоан Каслман)                                                           | |
| Лучшая актриса Награду вручали Фрэнсис Макдорманд и Сэм Рокуэлл                       | • Леди Гага — «Звезда родилась» (за роль Элли)                                                           | |
| Лучшая актриса Награду вручали Фрэнсис Макдорманд и Сэм Рокуэлл                       | • Мелисса Маккарти — «Сможете ли вы меня простить?» (за роль Ли Израэль)                                 | |
| Лучший актёр второго плана Награду вручали Дэниел Крейг и Шарлиз Терон                | | • Махершала Али — «Зелёная книга» (за роль Дона Ширли)                                                   |
| Лучший актёр второго плана Награду вручали Дэниел Крейг и Шарлиз Терон                | • Адам Драйвер — «Чёрный клановец» (за роль Флипа Циммермана)                                            | |
| Лучший актёр второго плана Награду вручали Дэниел Крейг и Шарлиз Терон                | • Сэм Эллиотт — «Звезда родилась» (за роль Бобби)                                                        | |
| Лучший актёр второго плана Награду вручали Дэниел Крейг и Шарлиз Терон                | • Ричард Э. Грант — «Сможете ли вы меня простить?» (за роль Джека Хока)                                  | |
| Лучший актёр второго плана Награду вручали Дэниел Крейг и Шарлиз Терон                | • Сэм Рокуэлл — «Власть» (за роль Джорджа Уокера Буша)                                                   | |
| Лучшая актриса второго плана Награду вручали Тина Фей, Майя Рудольф и Эми Полер       | | • Реджина Кинг — «Если Бил-стрит могла бы заговорить» (за роль Шэрон Риверс)                             |
| Лучшая актриса второго плана Награду вручали Тина Фей, Майя Рудольф и Эми Полер       | • Эми Адамс — «Власть» (за роль Линн Чейни)                                                              | |
| Лучшая актриса второго плана Награду вручали Тина Фей, Майя Рудольф и Эми Полер       | • Марина де Тавира — «Рома» (за роль Софии)                                                              | |
| Лучшая актриса второго плана Награду вручали Тина Фей, Майя Рудольф и Эми Полер       | • Эмма Стоун — «Фаворитка» (за роль Эбигейл Машэм)                                                       | |
| Лучшая актриса второго плана Награду вручали Тина Фей, Майя Рудольф и Эми Полер       | • Рэйчел Вайс — «Фаворитка» (за роль леди Сары)                                                          | |
| Лучший оригинальный сценарий Награды вручали Бри Ларсон и Сэмюэл Л. Джексон           | Питер Фаррелли                                                                                           | • Ник Валлелонга, Брайан Карри, Питер Фаррелли — «Зелёная книга»                                         |
| Лучший оригинальный сценарий Награды вручали Бри Ларсон и Сэмюэл Л. Джексон           | Питер Фаррелли                                                                                           | • Дебора Дэвис и Тони Макнамара — «Фаворитка»                                                            |
| Лучший оригинальный сценарий Награды вручали Бри Ларсон и Сэмюэл Л. Джексон           | Питер Фаррелли                                                                                           | • Пол Шредер — «Дневник пастыря»                                                                         |
| Лучший оригинальный сценарий Награды вручали Бри Ларсон и Сэмюэл Л. Джексон           | Питер Фаррелли                                                                                           | • Альфонсо Куарон — «Рома»                                                                               |
| Лучший оригинальный сценарий Награды вручали Бри Ларсон и Сэмюэл Л. Джексон           | Питер Фаррелли                                                                                           | • Адам Маккей — «Власть»                                                                                 |
| Лучший адаптированный сценарий Награды вручали Бри Ларсон и Сэмюэл Л. Джексон         | Спайк Ли                                                                                                 | • Чарли Вачтел, Дэвид Рабинович, Кевин Уиллмотт и Спайк Ли — «Чёрный клановец»                           |
| Лучший адаптированный сценарий Награды вручали Бри Ларсон и Сэмюэл Л. Джексон         | Спайк Ли                                                                                                 | • Джоэл Коэн и Итан Коэн — «Баллада Бастера Скраггса»                                                    |
| Лучший адаптированный сценарий Награды вручали Бри Ларсон и Сэмюэл Л. Джексон         | Спайк Ли                                                                                                 | • Николь Холофсенер и Джефф Уитти — «Сможете ли вы меня простить?»                                       |
| Лучший адаптированный сценарий Награды вручали Бри Ларсон и Сэмюэл Л. Джексон         | Спайк Ли                                                                                                 | • Барри Дженкинс — «Если Бил-стрит могла бы заговорить»                                                  |
| Лучший адаптированный сценарий Награды вручали Бри Ларсон и Сэмюэл Л. Джексон         | Спайк Ли                                                                                                 | • Эрик Рот, Брэдли Купер и Уилл Феттерс — «Звезда родилась»                                              |
| Лучший анимационный полнометражный фильм Награды вручали Фаррелл Уильямс и Мишель Йео | • Человек-паук: Через вселенные (Боб Персичетти, Питер Рэмси, Родни Ротман, Фил Лорд и Кристофер Миллер) | • Человек-паук: Через вселенные (Боб Персичетти, Питер Рэмси, Родни Ротман, Фил Лорд и Кристофер Миллер) |
| Лучший анимационный полнометражный фильм Награды вручали Фаррелл Уильямс и Мишель Йео | • Суперсемейка 2 / Incredibles 2 (Брэд Бёрд, Джон Уокер и Николь Паради Гриндл)                          | |
| Лучший анимационный полнометражный фильм Награды вручали Фаррелл Уильямс и Мишель Йео | • Остров собак / Isle of Dogs (Уэс Андерсон, Скотт Рудин, Стивен Рейлс и Джереми Доусон)                 | |
| Лучший анимационный полнометражный фильм Награды вручали Фаррелл Уильямс и Мишель Йео | • Мирай из будущего / Mirai (Мамору Хосода и Юитиро Сато)                                                | |
| Лучший анимационный полнометражный фильм Награды вручали Фаррелл Уильямс и Мишель Йео | • Ральф против интернета / Ralph Breaks the Internet (Рич Мур, Фил Джонстон и Кларк Спенсер)             | |
| Лучший фильм на иностранном языке Награду вручали Хавьер Бардем и Анджела Бассетт     | • Рома / Roma (Мексика), реж. Альфонсо Куарон                                                            | • Рома / Roma (Мексика), реж. Альфонсо Куарон                                                            |
| Лучший фильм на иностранном языке Награду вручали Хавьер Бардем и Анджела Бассетт     | • Капернаум / کفرناحوم / Capharnaüm (Ливан), реж. Надин Лабаки                                           | |
| Лучший фильм на иностранном языке Награду вручали Хавьер Бардем и Анджела Бассетт     | • Холодная война / Zimna wojna (Польша), реж. Павел Павликовский                                         | |
| Лучший фильм на иностранном языке Награду вручали Хавьер Бардем и Анджела Бассетт     | • Работа без авторства / Werk ohne Autor (Германия), реж. Флориан Хенкель фон Доннерсмарк                | |
| Лучший фильм на иностранном языке Награду вручали Хавьер Бардем и Анджела Бассетт     | • Магазинные воришки / 万引き家族 (Япония), реж. Хирокадзу Корээда                                       | |

### Другие категории
| Категории                                                                               | Лауреаты и номинанты | Лауреаты и номинанты                                                                                    | |
| --------------------------------------------------------------------------------------- | --- | --- | --- |
| Лучшая музыка к фильму Награду вручали Майкл Б. Джордан и Тесса Томпсон                 | | • Людвиг Йоранссон — «Чёрная пантера»                                                                   | • Людвиг Йоранссон — «Чёрная пантера»                                                                   |
| Лучшая музыка к фильму Награду вручали Майкл Б. Джордан и Тесса Томпсон                 | • Теренс Бланшар — «Чёрный клановец»                                                                                         | | |
| Лучшая музыка к фильму Награду вручали Майкл Б. Джордан и Тесса Томпсон                 | • Николас Брителл — «Если Бил-стрит могла бы заговорить»                                                                     | | |
| Лучшая музыка к фильму Награду вручали Майкл Б. Джордан и Тесса Томпсон                 | • Александр Деспла — «Остров собак»                                                                                          | | |
| Лучшая музыка к фильму Награду вручали Майкл Б. Джордан и Тесса Томпсон                 | • Марк Шейман — «Мэри Поппинс возвращается»                                                                                  | | |
| Лучшая песня к фильму Награды вручали Чедвик Боузман и Констанс Ву                      | | • Shallow — «Звезда родилась» — музыка и слова: Леди Гага, Марк Ронсон, Энтони Россомандо, Эндрю Уайатт | • Shallow — «Звезда родилась» — музыка и слова: Леди Гага, Марк Ронсон, Энтони Россомандо, Эндрю Уайатт |
| Лучшая песня к фильму Награды вручали Чедвик Боузман и Констанс Ву                      | • All the Stars — «Чёрная пантера» — музыка и слова: Кендрик Ламар, Энтони Тиффит, музыка: Марк Спирс, слова: SZA            | | |
| Лучшая песня к фильму Награды вручали Чедвик Боузман и Констанс Ву                      | • I’ll Fight — «RBG» — музыка и слова: Дайан Уоррен                                                                          | | |
| Лучшая песня к фильму Награды вручали Чедвик Боузман и Констанс Ву                      | • The Place Where Lost Things Go — «Мэри Поппинс возвращается» — музыка и слова: Марк Шейман, слова: Скотт Уиттман           | | |
| Лучшая песня к фильму Награды вручали Чедвик Боузман и Констанс Ву                      | • When A Cowboy Trades His Spurs For Wings — «Баллада Бастера Скраггса» — музыка и слова: Дэвид Роулингс и Гиллиан Уэлч      | | |
| Лучший монтаж Награду вручал Майкл Китон                                                | | • Джон Оттман — «Богемская рапсодия»                                                                    | |
| Лучший монтаж Награду вручал Майкл Китон                                                | • Бэрри Александер Браун — «Чёрный клановец»                                                                                 | | |
| Лучший монтаж Награду вручал Майкл Китон                                                | • Йоргос Мавропсаридис — «Фаворитка»                                                                                         | | |
| Лучший монтаж Награду вручал Майкл Китон                                                | • Патрик Дж. Дон Вито — «Зелёная книга»                                                                                      | | |
| Лучший монтаж Награду вручал Майкл Китон                                                | • Хэнк Коруин — «Власть» | | |
| Лучшая операторская работа Награду вручал Тайлер Перри                                  | | • Альфонсо Куарон — «Рома»                                                                              | |
| Лучшая операторская работа Награду вручал Тайлер Перри                                  | • Лукаш Жал — «Холодная война»                                                                                               | | |
| Лучшая операторская работа Награду вручал Тайлер Перри                                  | • Робби Райан — «Фаворитка»                                                                                                  | | |
| Лучшая операторская работа Награду вручал Тайлер Перри                                  | • Калеб Дешанель — «Работа без авторства»                                                                                    | | |
| Лучшая операторская работа Награду вручал Тайлер Перри                                  | • Мэттью Либатик — «Звезда родилась»                                                                                         | | |
| Лучшая работа художника Награды вручали Крис Эванс и Дженнифер Лопес                    | • Ханна Бичлер (постановщик), Джей Харт (декоратор) — «Чёрная пантера»                                                       | • Ханна Бичлер (постановщик), Джей Харт (декоратор) — «Чёрная пантера»                                  | |
| Лучшая работа художника Награды вручали Крис Эванс и Дженнифер Лопес                    | • Фиона Кромби (постановщик), Элис Фелтон (декоратор) — «Фаворитка»                                                          | | |
| Лучшая работа художника Награды вручали Крис Эванс и Дженнифер Лопес                    | • Нэйтан Краули (постановщик), Кэти Лукас (декоратор) — «Человек на Луне»                                                    | | |
| Лучшая работа художника Награды вручали Крис Эванс и Дженнифер Лопес                    | • Джон Мир (постановщик), Гордон Сим (декоратор) — «Мэри Поппинс возвращается»                                               | | |
| Лучшая работа художника Награды вручали Крис Эванс и Дженнифер Лопес                    | • Эухенио Кабальеро (постановщик), Барбара Энрикес (декоратор) — «Рома»                                                      | | |
| Лучший дизайн костюмов Награду вручали Мелисса Маккарти и Брайан Тайри Генри            | Рут Э. Картер | • Рут Э. Картер — «Чёрная пантера»                                                                      | |
| Лучший дизайн костюмов Награду вручали Мелисса Маккарти и Брайан Тайри Генри            | Рут Э. Картер | • Мэри Зофрис — «Баллада Бастера Скраггса»                                                              | |
| Лучший дизайн костюмов Награду вручали Мелисса Маккарти и Брайан Тайри Генри            | Рут Э. Картер | • Сэнди Пауэлл — «Фаворитка»                                                                            | |
| Лучший дизайн костюмов Награду вручали Мелисса Маккарти и Брайан Тайри Генри            | Рут Э. Картер | • Сэнди Пауэлл — «Мэри Поппинс возвращается»                                                            | |
| Лучший дизайн костюмов Награду вручали Мелисса Маккарти и Брайан Тайри Генри            | Рут Э. Картер | • Александра Бирн — «Две королевы»                                                                      | |
| Лучший звук Награды вручали Данай Гурира и Джеймс Макэвой                               | • Пол Месси, Тим Кавагин и Джон Казали — «Богемская рапсодия»                                                                | • Пол Месси, Тим Кавагин и Джон Казали — «Богемская рапсодия»                                           | |
| Лучший звук Награды вручали Данай Гурира и Джеймс Макэвой                               | • Стив Боддекер, Брэндон Проктор и Питер Девлин — «Чёрная пантера»                                                           | | |
| Лучший звук Награды вручали Данай Гурира и Джеймс Макэвой                               | • Джон Тейлор, Фрэнк А. Монтаньо, Ай-Линг Ли и Мэри Х. Эллис — «Человек на Луне»                                             | | |
| Лучший звук Награды вручали Данай Гурира и Джеймс Макэвой                               | • Скип Лиевси, Крейг Хениган и Хосе Антонио Гарсия — «Рома»                                                                  | | |
| Лучший звук Награды вручали Данай Гурира и Джеймс Макэвой                               | • Том Озанич, Дин Зупанчич, Джейсон Рудер и Стивен Морроу — «Звезда родилась»                                                | | |
| Лучший звуковой монтаж Награды вручали Данай Гурира и Джеймс Макэвой                    | • Джон Уорхерст и Нина Хартстоун — «Богемская рапсодия»                                                                      | • Джон Уорхерст и Нина Хартстоун — «Богемская рапсодия»                                                 | |
| Лучший звуковой монтаж Награды вручали Данай Гурира и Джеймс Макэвой                    | • Бенджамин А. Бёртт и Стив Боддекер — «Чёрная пантера»                                                                      | | |
| Лучший звуковой монтаж Награды вручали Данай Гурира и Джеймс Макэвой                    | • Ай-Линг Ли и Милдред Айатру Морган — «Человек на Луне»                                                                     | | |
| Лучший звуковой монтаж Награды вручали Данай Гурира и Джеймс Макэвой                    | • Итан Ван дер Рин и Эрик Аадаль — «Тихое место»                                                                             | | |
| Лучший звуковой монтаж Награды вручали Данай Гурира и Джеймс Макэвой                    | • Серхио Диас и Скип Лиевси — «Рома»                                                                                         | | |
| Лучшие визуальные эффекты Награды вручали Сара Полсон и Пол Радд                        | • Пол Ламберт, Иэн Хантер, Тристан Майлз и Джей Ди Швалм — «Человек на Луне»                                                 | • Пол Ламберт, Иэн Хантер, Тристан Майлз и Джей Ди Швалм — «Человек на Луне»                            | |
| Лучшие визуальные эффекты Награды вручали Сара Полсон и Пол Радд                        | • Ден Делию, Келли Порт, Рассел Эрл и Дэн Судик — «Мстители: Война бесконечности»                                            | | |
| Лучшие визуальные эффекты Награды вручали Сара Полсон и Пол Радд                        | • Кристофер Лоуренс, Майкл Имс, Тео Джонс и Крис Корбоулд — «Кристофер Робин»                                                | | |
| Лучшие визуальные эффекты Награды вручали Сара Полсон и Пол Радд                        | • Роджер Гайетт, Грэди Кофер, Мэттью Батлер и Дэйвид Ширк — «Первому игроку приготовиться»                                   | | |
| Лучшие визуальные эффекты Награды вручали Сара Полсон и Пол Радд                        | • Роб Бредоу, Патрик Табач, Нил Скэнлан и Доминик Туохи — «Хан Соло. Звёздные войны: Истории»                                | | |
| Лучший грим и причёски Награды вручали Элси Фишер и Стефан Джеймс                       | • Грег Кэнном, Кейт Биско и Патриция Дехани — «Власть»                                                                       | • Грег Кэнном, Кейт Биско и Патриция Дехани — «Власть»                                                  | |
| Лучший грим и причёски Награды вручали Элси Фишер и Стефан Джеймс                       | • Йоран Лундстрём и Памела Голдаммер — «На границе миров»                                                                    | | |
| Лучший грим и причёски Награды вручали Элси Фишер и Стефан Джеймс                       | • Дженни Ширкор, Марк Пилчер и Джессика Брукс — «Две королевы»                                                               | | |
| Лучший документальный полнометражный фильм Награды вручали Хелен Миррен и Джейсон Момоа | • Фри-соло / Free Solo (Элизабет Чаи Васархели, Джимми Чин, Эван Хейс и Шеннон Дилл)                                         | • Фри-соло / Free Solo (Элизабет Чаи Васархели, Джимми Чин, Эван Хейс и Шеннон Дилл)                    | |
| Лучший документальный полнометражный фильм Награды вручали Хелен Миррен и Джейсон Момоа | • Округ Хейл утром и вечером / Hale County This Morning, This Evening (Рамелл Росс, Джослин Барнс и Су Ким)                  | | |
| Лучший документальный полнометражный фильм Награды вручали Хелен Миррен и Джейсон Момоа | • Думая о пропасти / Minding the Gap (Бинг Лью и Дайан Куон)                                                                 | | |
| Лучший документальный полнометражный фильм Награды вручали Хелен Миррен и Джейсон Момоа | • Об отцах и сыновьях / Of Fathers and Sons / Kinder des Kalifats (Талал Дерки, Ансгар Фрерих, Ева Кемме и Тобиас Н. Зиберт) | | |
| Лучший документальный полнометражный фильм Награды вручали Хелен Миррен и Джейсон Момоа | • RBG (Бетси Уэст и Джули Коэн)                                                                                              | | |
| Лучший документальный короткометражный фильм Награды вручали Аквафина и Джон Малейни    | • Точка. Конец предложения / Period. End of Sentence. (Райка Зехтабчи и Мелисса Бертон)                                      | • Точка. Конец предложения / Period. End of Sentence. (Райка Зехтабчи и Мелисса Бертон)                 | |
| Лучший документальный короткометражный фильм Награды вручали Аквафина и Джон Малейни    | • Паршивая овца / Black Sheep (Эд Перкинс и Джонатан Чинн)                                                                   | | |
| Лучший документальный короткометражный фильм Награды вручали Аквафина и Джон Малейни    | • Конец игры / End Game (Роб Эпштейн и Джеффри Фридман)                                                                      | | |
| Лучший документальный короткометражный фильм Награды вручали Аквафина и Джон Малейни    | • Шлюпка / LIFEBOAT (Скай Фицджералд и Брин Музер)                                                                           | | |
| Лучший документальный короткометражный фильм Награды вручали Аквафина и Джон Малейни    | • Ночь в саду / A Night at The Garden (Маршалл Керри)                                                                        | | |
| Лучший игровой короткометражный фильм Награды вручали Кики Лэйн и Кристен Риттер        | • Кожа / Skin (Гай Натив и Джейми Рэй Ньюман)                                                                                | • Кожа / Skin (Гай Натив и Джейми Рэй Ньюман)                                                           | |
| Лучший игровой короткометражный фильм Награды вручали Кики Лэйн и Кристен Риттер        | • Задержание / Detainment (Винсент Лэмб и Даррен Махон)                                                                      | | |
| Лучший игровой короткометражный фильм Награды вручали Кики Лэйн и Кристен Риттер        | • Дикарь / Fauve (Джереми Комте и Мария Гарсия Туржон)                                                                       | | |
| Лучший игровой короткометражный фильм Награды вручали Кики Лэйн и Кристен Риттер        | • Маргарита / Marguerite (Марианн Фарли и Мари-Элен Панниссет)                                                               | | |
| Лучший игровой короткометражный фильм Награды вручали Кики Лэйн и Кристен Риттер        | • Мать / Madre (Родриго Сорогойен и Мария дель Пуй Альварадо)                                                                | | |
| Лучший анимационный короткометражный фильм Награды вручали Аквафина и Джон Малейни      | • Бао / Bao (Доми Ши и Бекки Нейман-Кобб)                                                                                    | • Бао / Bao (Доми Ши и Бекки Нейман-Кобб)                                                               | |
| Лучший анимационный короткометражный фильм Награды вручали Аквафина и Джон Малейни      | • Поведение животных (мультфильм) / Animal Behaviour (Элисон Сноуден и Дэвид Файн)                                           | | |
| Лучший анимационный короткометражный фильм Награды вручали Аквафина и Джон Малейни      | • Поздний полдень / Late Afternoon (Луиза Багнэлл и Нурия Гонсалес Бланко)                                                   | | |
| Лучший анимационный короткометражный фильм Награды вручали Аквафина и Джон Малейни      | • Один маленький шаг / One Small Step (Эндрю Чесворт и Бобби Понтиллас)                                                      | | |
| Лучший анимационный короткометражный фильм Награды вручали Аквафина и Джон Малейни      | • Выходные / Weekends (Тревор Хименес)                                                                                       | | |

## Специальные награды
Вручение специальных наград состоялось в воскресенье, 18 ноября 2018 года в Hollywood & Highland Center, на 10-й церемонии Governors Awards. Лауреаты были определены и объявлены 4 сентября 2018 года по итогам голосования Совета управляющих киноакадемии.

### Почётный «Оскар»
- Марвин Леви — американский публицист;
- Лало Шифрин — аргентинско-американский композитор;
- Сисели Тайсон — американская актриса.

### Награда имени Ирвинга Тальберга
- Кэтлин Кеннеди[15];
- Фрэнк Маршалл.